# Гатерс, Хэнк
Эрик «Хэнк» Гатерс (англ. Eric "Hank" Gathers; 11 февраля 1967 года, Филадельфия, штат Пенсильвания, США — 4 марта 1990 года, Лос-Анджелес, штат Калифорния, США) — американский баскетболист, который известен своими выступлениями на студенческом уровне.

## Ранние годы
Хэнк Гатерс родился 11 февраля 1967 года в городе Филадельфия (Пенсильвания), там же учился в профессионально-технической школе имени Маррелл Доббинс, в которой вместе с Бо Кимблом играл за местную баскетбольную команду, которая в 1985 году выиграла чемпионат Общественной лиги Филадельфии (англ. Philadelphia Public League).

## Студенческая карьера

### «УСК Тродженс»
После окончания школы Гатерс вместе с Кимблом поступил в университет Южной Калифорнии, где выступал за команду «УСК Тродженс», главным тренером которой был Стэн Моррисон, а его ассистентом — Дэвид Спенсер. Там они объединились с участниками игры McDonald's All-American Томом Льюисом и Ричем Гранде в звёздную «четвёрку первокурсников». По окончании сезона тренерский штаб «Троянс», Моррисон и Спенсер, были уволены из-за неудовлетворительных результатов команды (11 побед при 17 поражениях), несмотря на победу в регулярном чемпионате конференции Pacific-10 предыдущего года. Сообщалось, что игроки также могут покинуть команду, если с их стороны не будут соблюдены определённые условия, включая желание играть с другим тренерским штабом, о чём они должны будут лично сказать новому наставнику. Следующим главным тренером «Троянс» был назначен Джордж Равелинг, который дал игрокам крайний срок для ответа, останутся они в команде или нет. Когда срок вышел, а они не ответили, Равелинг лишил стипендии Гатерса, Кимбла и Льюиса, а сам выступил с сомнительным заявлением. После этого Гатерс, Кимбл и Льюис покинули команду, первые двое перевелись в университет Лойола-Мэримаунт, последний — в университет Пеппердайна. Гранде остался в университете Южной Калифорнии.

### «Лойола-Мэримаунт Лайонс»
После отдыха в сезоне 1986/1987 годов, как это требуется в соответствии с правилами перевода студентов в NCAA, пара Гатерс—Кимбл стала центральной, пожалуй, самой интересной в истории студенческих команд. Тренировавший в то время команду «Лойола-Мэримаунт Лайонс» Пол Уэстхед установил необычайно быстрый темп игры. На атаку «Львы», как правило, использовали мало времени, быстрый, в течение 10 секунд, розыгрыш мяча, и тут же бросок по кольцу с выгодной позиции, при чём чаще всего игроки бросали из-за трёхочковой дуги. В обороне «Лайонс» использовали жёсткий прессинг по всей площадке, постоянно вынуждая соперника совершать ошибки в игре. В сезоне 1988/1989 годов Гатерс стал самым результативным игроком и лидером по подборам студенческого чемпионата NCAA, набрав 1015 очков и 426 подборов в 31-й игре (32,7 очка и 13,7 подбора в среднем за игру). А команда Гатерса три года подряд становилась самой результативной в первом дивизионе NCAA, забивая в сезоне 1987/1988 годов по 110,3 очка в среднем за игру, в сезоне 1988/1989 годов — по 112,5 очка и в сезоне 1989/1990 годов — по 122,4 очка, причём последний результат по-прежнему является рекордным за всю историю NCAA. «Лойола-Мэримаунт Лайонс» провели пять самых результативных игр в истории первого дивизиона NCAA, причём четыре из пяти были сыграны во время карьеры Гатерса, включая победный матч, состоявшийся 31 января 1989 года, против команды Международного университета США, в котором было забито рекордное количество очков в сумме — 331 (181—150).

### Смерть Гатерса
4 марта 1990 года, во время полуфинального матча турнира конференции западного побережья (WCC) против команды «Портленд Пилотс», Хэнк Гатерс упал в обморок и умер от сердечного заболевания. В результате его смерти турнир конференции западного побережья был приостановлен, а его команда была автоматически допущена в плей-офф турнира NCAA как победитель регулярного чемпионата WCC. В следующем раунде (англ. Elite Eight), проигранном матче 1/4 финала против «УНЛВ Раннин Ребелс» (101—131), Кимбл, который был правшой, а также лучшим другом Гатерса, каждый первый штрафной бросок в игре исполнял левой рукой в память о товарище по команде, причём точно исполнил все три попытки. В предыдущем раунде, победном матче 1/8 финала (англ. Sweet Sixteen) против «Алабама Кримсон Тайд» (62—60), Кимбл не исполнял штрафных бросков, поэтому в нём он не смог почтить память друга.
29 января 2005 года все игроки команды «Лойола-Мэримаунт Лайонс» сезона 1989/1990 годов, в том числе и сам Гатерс, были включены в Зал Славы университета Лойола-Мэримаунт во время перерыва победного для «Лайонс» матча (63—46) над командой «Пеппердайн Вейвз». Свитера с номерами 44 и 30, под которыми выступали Гатерс и Кимбл, были закреплёны за ними и выведены из употребления.